# Rokas Zaveckas
Rokas Zaveckas (Vilnius, 15 april 1996) is een Litouws alpineskiër. Hij nam eenmaal deel aan de Olympische Winterspelen, maar behaalde geen medaille.

## Carrière
Zaveckas nam nog nooit deel aan een wereldbekerwedstrijd.
Op de Olympische Winterspelen 2014 in Sotsji was een 63e plaats op de reuzenslalom zijn beste resultaat.

## Resultaten

### Olympische Spelen
| Jaar | Plaats | Resultaten                   |
| ---- | ------ | ---------------------------- |
| 2014 | Sotsji | 63e Reuzenslalom DNF1 Slalom |

### Wereldkampioenschappen
| Jaar | Plaats            | Resultaten                  |
| ---- | ----------------- | --------------------------- |
| 2015 | Vail/Beaver Creek | 65e Reuzenslalom 38e Slalom |
| 2017 | Sankt Moritz      | 67e Reuzenslalom 48e Slalom |